# Тинтин у земљи Совјета
Тинтин у земљи Совјета (фр. Tintin au pays des Soviets) је прва књига стрипског серијала Авантуре Тинтина, и стрип који садржи Тинтиново прво појављивање. Тинтин у земљи Совјета је креирао белгијски карикатуриста Жорж Реми, под псеудонимом Ерже. 
Тинтин у земљи Совјета се оригинално објављивао у периоду од јануара 1929. године до маја 1930. године у белгијским новинама Le Petit Vingtième (срп. Мали двадесети), а затим је серијал сакупљен и објављен као књига од стране Éditions du Petit Vingtième (срп. Едиције малог двадесетог) 1930. године. Тинтин у земљи Совјета је настао као антикомунистичка пропаганда креирана за дечију едицију конзервативних белгијских новина Le Vingtième Siècle (срп. Двадесети век).
Тинтин у земљи Совјета прати белгијског репортера Тинтина и његовог пса Снешка који одлазе у Совјетски Савез да извештавају о бољшевичком режиму Јосифа Стаљина. Тинтин открива тајне Совјетског Савеза и покушава да побегне од агената комунистичког режима који желе да га убију.
Серијал је био јако успешан у Белгији па је касније објављен у Француској и у Швајцарској. Ерже је наставио да пише и црта Тинтин серијале од којих је следећи био Тинтин у Конгу. 
Када је касније у својој каријери Ерже поново цртао Тинтин серијале у боји, одлучио је да то не уради са књигом Тинтин у земљи Совјета и до данас је то једина Тинтин књига која није у боји. Ерже је касније признао да га је срамота због грубоће овог раног дела.
Рецензије овог дела су претежно негативне, и ова књига се сматра најслабијим Ержеовим Тинтин делом.
На српском језику, Тинтин у земљи Совјета је објављен од стране издавачке куће Дарквуд 2019. године, заједно са причом Тинтин у Конгу. 

## Сажетак
Тинтин, новинар за Le Petit Vingtième, и његов пас Снешко су послати у Совјетски Савез из Брисела да ураде репортажу о бољшевичком режиму Совјетског Савеза. На путу за Москву, чланови совјетске тајне полиције саботирају воз бомбом и за то окривљују Тинтина, називајући га "малим, прљавим буржујем". Берлинска полиција окривљује Тинтина за напад, али он успева да избегне хапшење и стиже до границе Совјетског Савеза. Тајна полиција сустиже Тинтина, хапси га и одводи га у канцеларију комесара који тражи да Тинтин "мистериозно нестане". Тинтин успева поново да побегне и налеће на групу совјетских државника који показују групи енглеских Марксиста продуктивност совјетских фабрика. Тинтин затим сазнаје да Совјети у ствари горе сламу и ударају о метал да би направили илузију да су совјетске фабрике заправо продуктивне.
Тинтин затим наилази на бољшевичку партију која прети људима да гласају за њих, да би осигурали победу своје партије. Бољшевици покушавају да ухапсе Тинтина, али се он прерушава у духа и успева њих да преплаши. Тинтин покушава да побегне из Совјетског Савеза, али га Бољшевици стижу, хапсе, а затим прете мучењем. Тинтин бежи од својих отимача и затим одлази у Москву за коју сматра да су је Бољшевици претворили у "одвратну каљугу". Тинтин и Снешко наилазе на државнике који само дају хлеб гладним Марксистима, али га не дају људима који не подржавају њихову странку. Снешко краде векну хлеба од државника и даје је гладном дечаку. Тинтин затим сазнаје да се сво жито извози из државе ради пропаганде и да држава планира да отме сав кукуруз од богатих сељака.
Тинтин се инфилтрира у Црвену армију и упозорава сељаке да сакрију свој кукуруз, али га војска проналази и осуђује га на смрт стрељањем. Тинтин избегава смрт, заменивши метке војника са ћорцима. Тинтин затим одлази у руску дивљину где наилази на подземни бољшевички бункер, сакривен у уклетој кући. Бољшевик затим хвата Тинтина и обавештава га, "Налазиш се у бункеру где су Лењин, Троцки, и Стаљин скупили сву пшеницу покрадену од народа!". Уз помоћ Снешка, Тинтин успева да побегне, затим краде авион и одлеће у ноћ. Авион се руши на земљу због лошег пропелера, али Тинтин креира нови пропелер од дрвета, користећи џепни нож. Тинтин поново полеће авионом и креће за Берлин. Агенти тајне полиције поново наилазе на Тинтина и хапсе га. Тинтин успева да побегне из тамнице уз помоћ Снешка који се облачи као тигар. Последњи агенти тајне полиције покушавају да ухвате Тинтина, али не успевају. Пре него што Тинтин оде, агент тајне полиције прети Тинтину, "Разнећемо све главне градове Европе динамитом!". Тинтин се враћа у Брисел у току велике параде.